# 東邦協会
東邦協会（とうほうきょうかい）は、1891年（明治24年）7月に創立されたアジア・太平洋地域研究団体。当初は、南進論者、アジア主義者、貿易立国論者が混在したが、次第に、アジア主義・国粋主義系の団体としての性格を強めた。

## 概要

### 発起
1890年（明治23年）1月、南洋植民に熱心な福本一誠、中国内地を探検した小沢豁郎、中国貿易に従事した白井新太郎の3名が発起人となり、小山正武、山口宗義、陸実、矢野文雄、箕浦勝人、久島惇徳、小村寿太郎、斎藤修一郎、高橋健三がこれに賛同した。同年11月5日、創立会議を開き、12月5日に第2会議を開き、創立規約を定めた。創立役員はつぎの通りであった。
監理者（会頭）
副島種臣、黒田長成
協議者（理事）
渡辺国武、小山正武、高橋健三、陸実、箕浦勝人、杉江輔人
編集委員
久島惇徳、北村三郎、池辺吉太郎
発起兼総務委員
小沢豁郎、福本一誠、白井新太郎
1891年（明治24年）5月の「東邦協会会員募集広告」によると、「東南洋諸地に係る地理商況兵制殖民国交歴史統計等を探知講究するの目的」を創立理由とし、その実現のため「講究の結果を協会報告として刊行」、「資料を得んか為めに通信新聞雑誌著述旧記等の文書類を蒐集」、「実地視察の為めに追々は探験員を諸地方経派遣」し、「東南洋の智識を得へんか為めに追て講究所を設け」、「講談会を開き」、さらに東洋・南洋に関する図書館および博物館を設立する方針であった。国内では興亜会（亜細亜協会）に次ぐ2番目に組織された本格的なアジア主義団体に当たり、設立に際しては興亜会メンバーの助言もあったようである。

### 設立総会
1891年（明治24年）7月7日に設立総会を開き、続いて7月20日、初回の評議員会いた。事務所を両国吉川町六番地（現東日本橋）に置いた。第1回総会には後藤象二郎を始めとし、中国公使李経芳、朝鮮公使李鶴圭も出席した。賛同し会員となった者には、副会頭となる近衛篤麿、榎本武揚、中江篤介、大井憲太郎、工藤行幹、岡本柳之介、志賀重昂、池辺吉太郎、古荘嘉門、三宅雄二郎、北村三郎、倉辻明俊がいた。創立を報じる『東邦協会報告』第3「会員姓名」には303名の会員が列記されている。元総理大臣伊藤博文、現職総理大臣の松方正義も会員に名を連ねていた。

### 事業
明治25年1月には神田錦町に露西亜語学校を創立し、高橋健三が校長となり、80余名の学生が在学した。

## 刊行物

### 機関誌
- 『東邦協会報告』1号(1891年（明治24年）5月)- 38号(1894年（明治27年）7月)
- 『東邦協会会報』1号(1894年（明治27年）8月)- 231号(1914年（大正3年）7月)

### 単行本
- 菅沼貞風著『大日本商業史』東京・東邦協会、1892年（明治25年）10月
- 黒田長成著『北海道論』東京・東邦協会、1893年（明治26年）5月
- 東邦協会編『内地雑居討論　一大問題』東京・聚玉館、1893年（明治26年）6月
- 東邦協会編『東邦叢書 朝鮮彙報』東京・東邦協会、1893年（明治26年）11月
- 東邦協会編『東邦叢書 支那彙報』東京・東邦協会、1894年（明治27年）6月 -- 14項目
- 東邦協会編『東邦叢書 支那彙報』東京・東邦協会、1894年（明治27年）6月 -- 16項目。末尾2項増補
- ミュルレル（Wilhelm Müller）著、ペートル（J. P. Peters）訳補、東邦協会訳『欧洲新政史』東京・八尾書店、1894年（明治27年）10月
- ア・ヤ・マクシモーフ（А. Я. Максимов）著、東邦協会訳『露国東邦策』東京・哲学書院、1896年（明治29年）5月
- 大庭寛一著『朝鮮論』東京・東邦協会、1896年（明治29年）7月
- アルフレッド・セイヤー・マハン著、水交社訳『海上権力史論 上下巻 』東京・東邦協会、1896年（明治29年）11月
- アルフレッド・セイヤー・マハン著、水交社訳『仏国革命時代 海上権力史論 上巻』東京・東邦協会、1900年（明治33年）4月
- アルフレッド・セイヤー・マハン著、水交社訳『仏国革命時代 海上権力史論 下巻』東京・東邦協会、1900年（明治33年）8月
- 孫文逸仙著『支那現勢地図』東京・東邦協会、1900年（明治33年）7月
- 東邦協会編『東邦小鑑』東京・東邦協会、1900年（明治33年）9月
- 田中萃一郎著『東邦近世史』東京・東邦協会、1900年（明治33年）-1902年（明治35年） 、東京・丸善書店2版
- 柿原治郎著、朴容観閲『日韓いろは辞典』東京・東邦協会、1907年（明治40年）5月

## 関連文献
- 朝井佐智子「東邦協会露西亜語学校の変遷と実態」『愛知淑徳大学現代社会研究科研究報告』第7号、愛知淑徳大学大学院現代社会研究科、2011年、67-77頁、ISSN 18810373、NAID 120005038592。
- 朝井佐智子「東邦協会の親隣義塾支援に関する一考察」『法政論叢』第48巻第1号、日本法政学会、2011年、17-30頁、doi:10.20816/jalps.48.1_17、ISSN 0386-5266、NAID 110008897528。
- 朝井佐智子「日清戦争開戦前夜の東邦協会 : 設立から1894(明治27)年7月までの活動を通して」博士論文甲第38号、愛知淑徳大学、2013年、NAID 500000571365。
- 狭間直樹「初期アジア主義についての史的考察(5)第三章 亜細亜協会について,第四章 東邦協会について」『東亜』第414号、霞山会、2001年12月、56-75頁、ISSN 03873862、NAID 120002233402。